# Танчо Кривчов
Танчо Стоянов Кривчов бил син на земеделец. Отначало учил в местното килийно училище, а след това в съседното село Паничери при даскал Найден Сланинков. През 1874 г. станал учител в родното си село, където учителствал и през 1875 и част от 1876 г. Въвел звучния метод при обучението, при това на новобългарски език, писалката, плочата и др. революционни за времето си методи и пособия.
Посветен е в революционното дело вероятно от своя учител Найден, който се познавал лично с Левски. Възможно е при честите си посещения в Пловдив даскал Танчо да е бил във връзка с някои от хората, заети с революционното дело. Липсват сведения за революционен комитет в с. Демирджилери, селото не е било посещавано нито от Левски, нито от Волов и Бенковски, но въпреки това Танчо бил негов представител на Оборище и присъствал на всички заседания. Няма данни за подготовката на въстание в селото, което останало спокойно и след избухването на бунта.
Турската власт обаче подозирала Танчо и затова след разгрома на въстанието той бил принуден да се укрива в близките гори. Това продължило доста дълго и едва в края на 1877 г. след застъпничеството на влиятелни хора пред властта той се прибрал в селото си. След Освобождението дълги години учителствал. На старини ослепял и завършил живота си в мизерия, забравен от всички. Починал през 1924 г. Чак тогава се сетили за него и му устроили тържествено погребение, на което се стекло цялото село.